# Bruant fou
Emberiza cia
Espèce
Répartition géographique
Statut de conservation UICN

 LC  : Préoccupation mineure

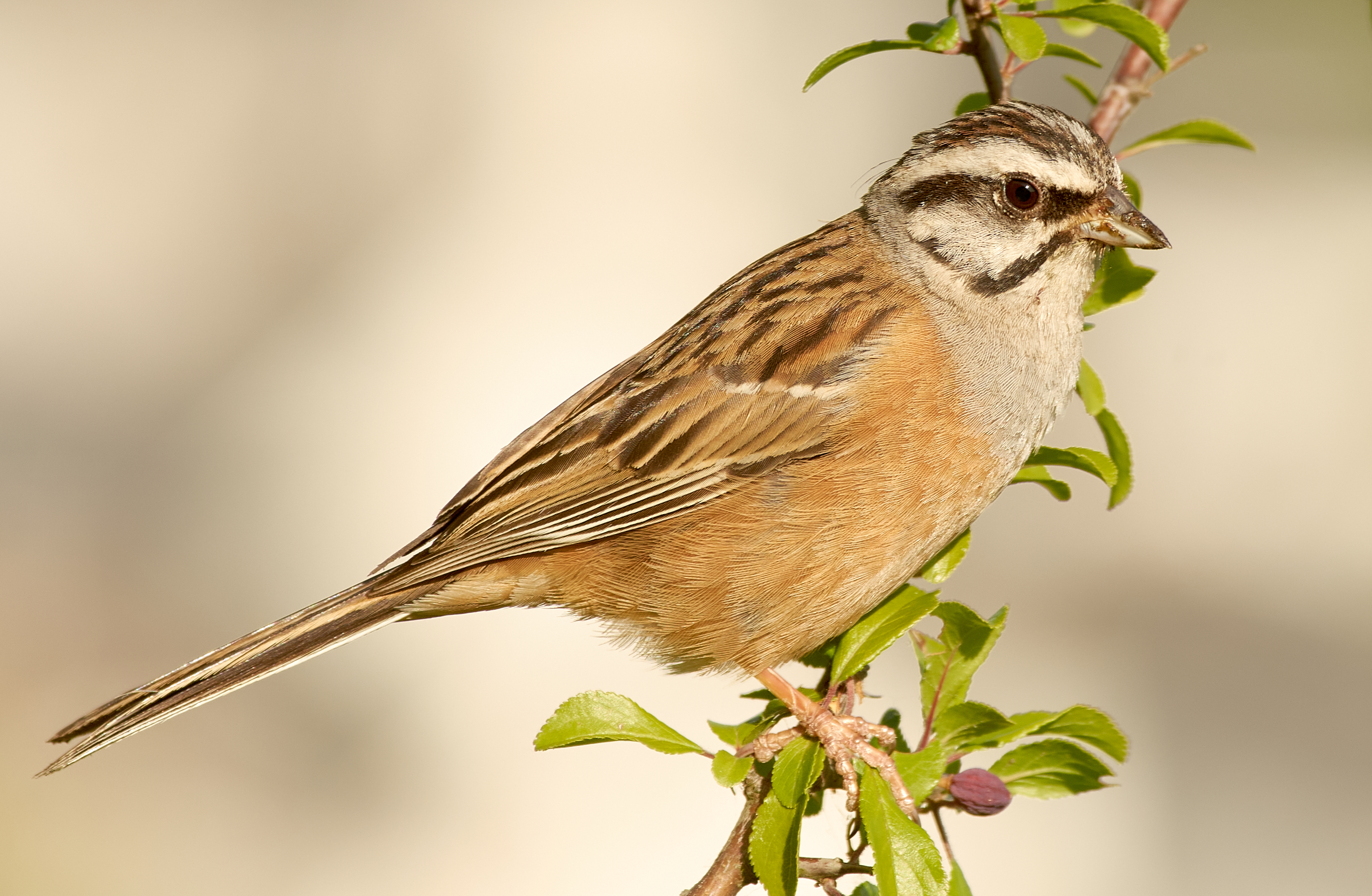
Emberiza cia

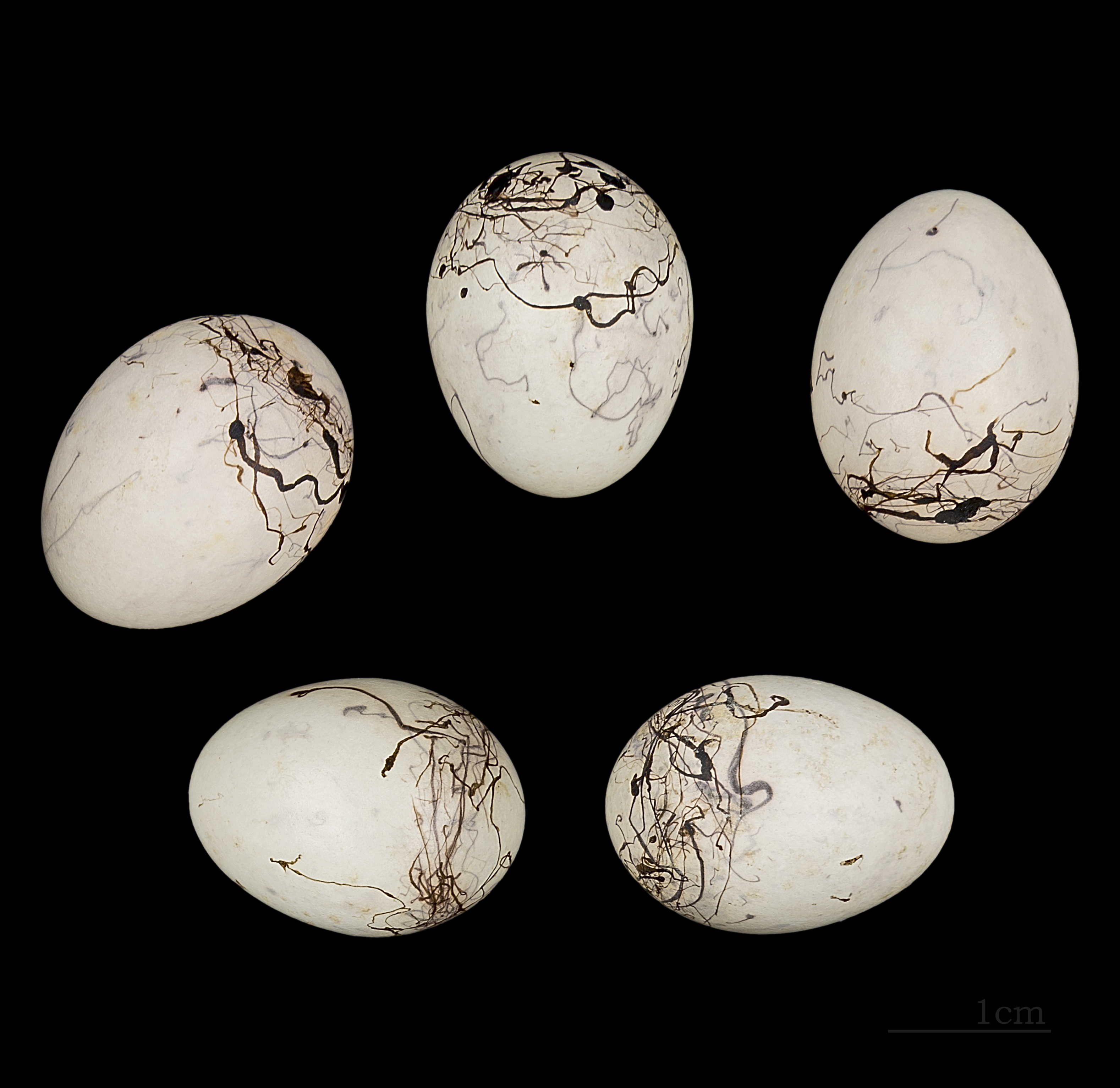
Œufs de Bruant fou - Muséum de Toulouse

Le Bruant fou (Emberiza cia) est une espèce de passereaux de la famille des Emberizidae.

## Alimentation
Il est principalement granivore. Il est friand de céréales et de graminées qu'il glane au sol, dans les labours, les champs et les terrains découverts. Son régime alimentaire varie toutefois avec les saisons et le règne animal semble devenir sa principale ressource au printemps et durant l'été. ll se nourrit alors plus volontiers d'insectes et de larves, tels que sauterelles, chenilles, papillons, vers de terre.

## Protection
Le Bruant fou bénéficie d'une protection totale sur le territoire français depuis l'arrêté ministériel du 17 avril 1981 relatif aux oiseaux protégés sur l'ensemble du territoire. Il est donc interdit de le détruire, le mutiler, le capturer ou l'enlever, de le perturber intentionnellement ou de le naturaliser, ainsi que de détruire ou enlever les œufs et les nids, et de détruire, altérer ou dégrader son milieu. Qu'il soit vivant ou mort, il est aussi interdit de le transporter, colporter, de l'utiliser, de le détenir, de le vendre ou de l'acheter.

## Répartition et sous-espèces
Cet oiseau est notamment répandu à travers le bassin méditerranéen et la ceinture alpine orientale.
Selon la classification de référence du Congrès ornithologique international (15.1, 2025) il se répartit en six sous-espèces :
- Emberiza cia cia Linné, 1766 — Europe et Afrique du Nord ;
- Emberiza cia hordei Brehm, 1831 — Grèce, Anatolie au Levant ;
- Emberiza cia prageri Laubmann, 1915 — de la Crimée au Caucase, monts Zagros et Elbourz ;
- Emberiza cia par Hartert, 1904 — Asie centrale ;
- Emberiza cia stracheyi Moore, F, 1856 — ceinture alpine orientale (de l'Altaï à l'ouest du Népal) ;
- Emberiza cia flemingorum Martens, 1972 — centre du Népal.